# Zostérops de Rota
Zosterops rotensis
Espèce
Statut de conservation UICN

 CR B1ab(i,ii,iii,v)+2ab(i,ii,iii,v) : 
En danger critique
Le Zostérops de Rota, Zosterops rotensis est une espèce de passereaux de la famille des Zosteropidae.

## Distribution
Cette espèce est endémique de l'île de Rota dans les îles Mariannes du Nord.

## Publication originale
- Takatsukasa & Yamashina, 1931 : Some new bird from the Palao and Mariana islands. Dobutsugaku zasshi, vol. 43, p. 484-487.